# Čakovický zámecký park
Čakovický zámecký park je park o rozloze přes 7 ha v Praze-Čakovicích. Jeho vznik souvisel se stavbou a úpravami čakovického zámku v 18. století. Park je také nazýván Sady vítězství.

## Historie a popis
Park má tvar obdélníku, na jižní straně ho ohraničuje ulice Cukrovarská, na západě průmyslový areál bývalého cukrovaru, na severu ho obtéká Mratínský potok (nazývaný také Červenomlýnský) a na východní straně jsou zadní trakty rodinných domků v Schoellerově ulici. V jihovýchodním cípu parku je budova zámku s parkovištěm, v severní části parku je rybník. 
Zahrada navazující na průčelí zámku byla možná založena už v době barokní, park krajinářského charakteru vznikl ale později a poprvé je zaznamenán na nedatované indikační skice ke Stabilnímu katastru snad z roku 1842. Tehdy ještě neexistoval rybník v severní části parku, ale rybník byl naopak na jižní straně v místě dnešních sadů Husitské revoluce. 
K velkým úpravám parku došlo po roce 1849, kdy čakovický velkostatek i zámek koupil německo-rakouský velkoprůmyslník a bankéř Alexandr Schoeller (1805–1886), který se současně stal také majitelem nedalekého zámku Ctěnice. Úpravy čakovického parku navazovaly na úpravu zámku. Byla postavena zeď ohraničující zahradu a do této doby je také datováno založení severního rybníka. Podle obrazů z konce 19. století byla severní polovina dnešního parku využívána jako ovocný sad. V parkové části vznikl bazén, byly vybudovány cestičky a altány. Severně od zámku byl postaven malířský ateliér. Dvůr u zámku byl používán k výuce jízdy na koních.
Už v době tehdejších úprav zřejmě rostly v parku nedaleko zámku dva pozoruhodné stromy: jasan ztepilý, který byl podle odhadu vysazen kolem roku 1800 a patří k nejmohutnějším jasanům v Česku, a jinan, vysazený kolem roku 1840.
Od roku 1994 byly prováděny úpravy parku, jejichž cílem je potvrdit přírodně krajinářskou podobu parku s biocentrem v jeho severozápadní části, kde jsou už mimo park další dva biologické rybníky. Na východní straně byla k parku připojena část využívaná předtím jako soukromé zahrádky. Cesta podél této strany začíná na jihu u zámku kruhovou kompozicí s bazénkem a keříky růží, přes kruhové dětské hřiště obklopené pergolami s popínavými rostlinami vede na sever k další kruhové kompozici s velkými balvany a pak k rybníku. Do něj ústí i vodní kanál tvořící podélnou osu parku.
V rámci obnovy zámeckého parku, která probíhala zejména v letech 2000 až 2002, byly porosty v parku asanovány. Byla obnovena cestní síť a byly postaveny kamenné mostky. Během prací bylo odstraněno více než sto nezdravých stromů, které nahradila výsadba asi 480 nových, již vzrostlých stromů. Výsadbou 6000 keřů bylo také vytvořeno nové keřové patro.